# Phoradendron galeottii
Phoradendron galeottii är en sandelträdsväxtart som beskrevs av William Trelease. Phoradendron galeottii ingår i släktet Phoradendron och familjen sandelträdsväxter. Inga underarter finns listade i Catalogue of Life.